# سباستین هایدینگر
سباستین هایدینگر (انگلیسی: Sebastian Heidinger؛ زادهٔ ۱۱ ژانویهٔ ۱۹۸۶) بازیکن فوتبال اهل آلمان است.
از باشگاه‌هایی که در آن بازی کرده‌است می‌توان به باشگاه فوتبال هایدنهایم، باشگاه فوتبال گروتر فورث، باشگاه فوتبال آرمینیا بیله‌فلد، باشگاه فوتبال فورتونا دوسلدورف، و باشگاه فوتبال لایپزیگ اشاره کرد.